# تربنتين
زيت الترپنتين (بالإنجليزية: Turpentine)‏ أو (صمغ التربنتين-Gum thus) هو سائل عديم اللون أو مائل للاصفرار، شديد الاشتعال، وذو رئحة قوية نفاذة. ويستعمل الزيت في صناعة المواد الكيميائية؛ مثل المواد المطهرة المبيدة للجراثيم، ومبيدات الحشرات، والعقاقير الطبية، والعطور. كما يستعمل أيضاً في إنتاج المطاط الصناعي. وكذلك يستعمل سائلاً مُخفِّفاً للدهان والورنيش، ومزيلاً لبقع الدهان من الملابس ومن البشرة. كما أن بعض أنواع هذا الزيت تستخدم في معالجة بعض الأطعمة وإعطائها نكهة.

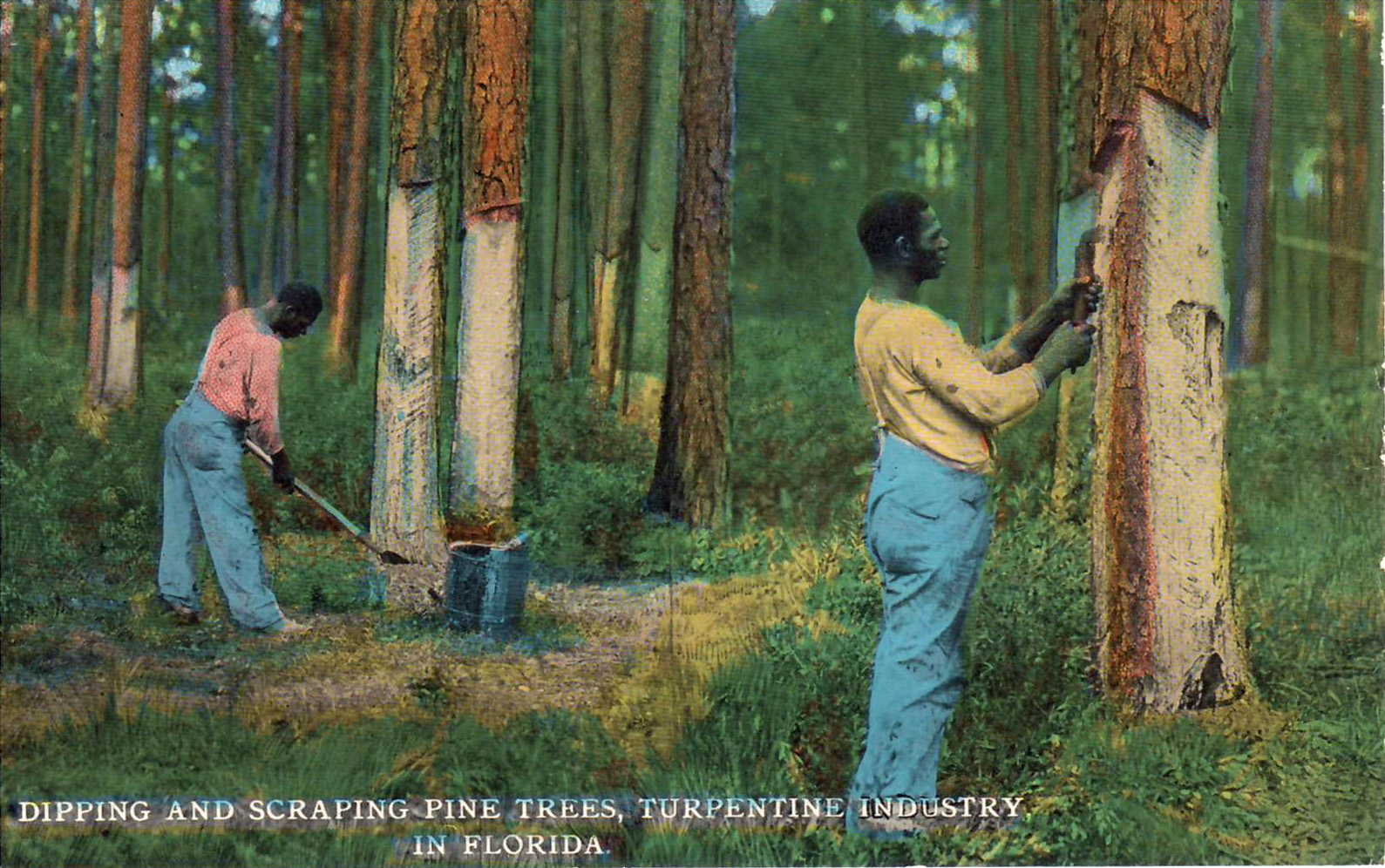
1912 postcard depicting turpentine harvesters

## أنواع الزيت واستخلاصه
يتم الحصول على زيت التربنتين بشكل رئيسي من شجر الصنوبر الطويل الأوراق، ومن الصنوبر المشقق الذي ينمو في كل أرجاء الجنوب الشرقي للولايات المتحدة. وهناك ثلاثة أنواع من زيت التربنتين، ترتب بحسب الأهمية على النحو الآتي:
1- تربنتين الكبريتات.
2- تربنتين الخشب.
3- تربنتين الصمغ.
- يتم الحصول على تربنتين الكبريتات من الأشجار أثناء تحويلها إلى لباب؛ إذ يتكون بخار يحتوي على التربنتين أثناء عملية التحويل. وعندما يبرد البخار يتحول إلى سائل يحتوي على تربنتين الكبريتات.
- ويتم الحصول على تربنتين الخشب من جذوع الأشجار وأرومتها (ما يتبقى منها في الأرض)؛ حيث يتم جمع الأخشاب وأخذها إلى مصانع للتقطير بالبخار، حيث تقطع إلى قطعٍ صغيرة، وتخلط مع مادة كيميائية تذيب المواد الأخرى. ثم يغلى المحلول حتى يتبخر، ويتم جمع التربنتين.
- ويتم الحصول على تربنتين الصمغ بتقطيع قلف الأشجار الحية ويضاف محلول حمض الكبريتيك إلى القطع التي تبلغ أبعادها 1,5 سم عرضاً ويكون سمكها حوالي 1,5سم. يتحلب الصمغ بأثر الحمض لمدة تصل إلى أربعة أسابيع حتى تنغلق التسلخات الخشبية، ثم يعاد فتح تلك التسلخات أو الجروح، ويوضع عليها محلول حمض الكبريتيك مرةً أخرى. ويستمر تكرار هذه العملية طوال فترة التجميع التي تستمر من شهر مارس إلى شهر أكتوبر. ثم يؤخذ الصمغ إلى مصنع للتقطير بالبخار، حيث يصنع منه زيت التربنتين.

## التركيب
يحوي التربينتين في تركيبه على مركب كارين.

## وصلات خارجية
- IPCS INCHEM Turpentine classification, hazard, and property table
- Gum naval stores: Turpentine and rosin from pine resin
- Florida State Archive photographs of turpentine camps and laborers
- Timber and Turpentine Industries